# Herrljunga landsbygdsförsamling
Herrljunga landsbygdsförsamling var en församling i Kullings kontrakt i Skara stift. Församlingen ligger i Herrljunga kommun i Västra Götalands län. Församlingen ingich i Herrljunga pastorat. Församlingen uppgick 2021 i Herrljungabygdens församling.

## Administrativ historik
Församlingen bildades 2010 genom sammanläggning av Bråttensby, Eggvena, Fölene och Remmene församlingar och ingick därefter i Herrljunga pastorat. Församlingen uppgick 2021 i Herrljungabygdens församling

## Kyrkor
- Bråttensby kyrka
- Fölene kyrka
- Eggvena kyrka
- Remmene kyrka